# Agneta Ohm
Agneta Anna Marie Ohm, född 31 augusti 1958, är en svensk sportryttare som vid de första inofficiella europeiska mästerskapen i hoppning och dressyr för ponny i Nederländerna 1971 vann både hoppningen och dressyren.Agneta vann SM i fälttävlan ponny 3 ggr, SM i hoppning ponny samt Svenskt Ponnyderby dressyr. Ponnykarriären avslutades med vinst vid EM i ponnyfälttävlan i Fontainebleau, Frankrike. Agneta var medlem i svenska juniorlandslaget i hoppning och senare medlem i seniorlandslaget i fälttävlan.